# Episodi di Switch (prima stagione)
La prima stagione della serie televisiva Switch è stata trasmessa in anteprima negli Stati Uniti d'America dalla CBS tra il 9 settembre 1975 e il 6 aprile 1976.
Il 21 marzo 1975 è stato trasmesso l'episodio pilota.
| nº | Titolo originale                | Titolo italiano | Prima TV USA      | Prima TV Italia |
| -- | ------------------------------- | --------------- | ----------------- | --------------- |
| 0  | Las Vegas Roundabout            |                 | 21 marzo 1975     |                 |
| 1  | The James Caan Con              |                 | 9 settembre 1975  |                 |
| 2  | The Late Show Murders           |                 | 16 settembre 1975 |                 |
| 3  | The Old Diamond Game            |                 | 23 settembre 1975 |                 |
| 4  | Stung from Beyond               |                 | 30 settembre 1975 |                 |
| 5  | The Deadly Missiles Caper       |                 | 7 ottobre 1975    |                 |
| 6  | The Man Who Couldn't Lose       |                 | 14 ottobre 1975   |                 |
| 7  | Death Heist                     |                 | 21 ottobre 1975   |                 |
| 8  | The Body at the Bottom          |                 | 4 novembre 1975   |                 |
| 9  | The Cruise Ship Murders         |                 | 11 novembre 1975  |                 |
| 10 | Kiss of Death                   |                 | 25 novembre 1975  |                 |
| 11 | Death by Resurrection           |                 | 2 dicembre 1975   |                 |
| 12 | The Cold War Con                |                 | 9 dicembre 1975   |                 |
| 13 | Through the Past Deadly         |                 | 16 dicembre 1975  |                 |
| 14 | Mistresses, Murder and Millions |                 | 23 dicembre 1975  |                 |
| 15 | The Walking Bomb                |                 | 6 gennaio 1976    |                 |
| 16 | Ain't Nobody Here Named Barney  |                 | 13 gennaio 1976   |                 |
| 17 | Come Die with Me                |                 | 27 gennaio 1976   |                 |
| 18 | One of Our Zeppelins Is Missing |                 | 10 febbraio 1976  |                 |
| 19 | Before the Holocaust            |                 | 17 febbraio 1976  |                 |
| 20 | Big Deal in Paradise            |                 | 24 febbraio 1976  |                 |
| 21 | The Case of the Purloined Case  |                 | 2 marzo 1976      |                 |
| 22 | The Girl on the Golden Strip    |                 | 16 marzo 1976     |                 |
| 23 | Round Up the Usual Suspects     |                 | 23 marzo 1976     |                 |
| 24 | Death Squad                     |                 | 6 aprile 1976     |                 |